# William Allen Harper
William Allen Harper era un estudiante de medicina de la Universidad Cristiana de Texas que el 25 de noviembre de 1963 encontró un fragmento del cráneo del presidente Kennedy entre la hierba que quedaba a la izquierda de la calle Elm y a unos 117° de la posición que ocupaba cuando le impactó el primer disparo en la cabeza.
El "fragmento Harper" fue localizado a las 5:30 de la tarde, tres días después del atentado. El joven dio el pedazo a su tío, Jack C. Harper, un doctor del hospital metodista de Dallas, quien a su vez se lo pasó a A. B. Cairns, el jefe de la sección de patología del mismo hospital. El mismo 25 de noviembre, Cairns cedió el fragmento craneal al agente especial del FBI James W. Anderton, quien lo remitió de inmediato a los laboratorios del FBI en Washington D. C.. El "fragmento Harper" no se encuentra actualmente entre las demás evidencias materiales del asesinato.